# Senza fine (singolo Gemelli DiVersi)
Senza fine è un singolo dei Gemelli DiVersi pubblicato nel 2009. È il terzo ed ultimo singolo estratto dalla raccolta Senza fine 98-09 - The Greatest Hits.

## Il singolo
Il brano segna il ritorno della Spaghetti Funk: infatti ha visto la partecipazione di J-Ax, Space One e DJ Zak. Il brano è cantato dai quattro rapper, in ordine, Space One, Grido, Thema e J-Ax, e dal cantante Strano, che canta il ritornello. Ogni rapper canta il suo pezzo e fa da seconda voce nel "ritornello" seguente, il quale interviene due volte nel brano, fra le parti di Grido e Thema, e dopo quella di J-Ax.
Il brano parla del fatto che molti, specialmente giovanissimi del mondo rap, si vantino di essere "sovrani" del loro genere. Questo atteggiamento richiama molto i giovani ascoltatori, e un messaggio rivolto a coloro che non ascoltano la SF è il seguente "Siamo fuori dal tuo giro ma ci trovi sotto i riflettori" ribadendo anche che "Dieci anni dopo, ancora in gioco, adesso chi è che ride, SF vuole dire Senza Fine".
Nella canzone si gioca molto con la sigla SF (cosa fatta già da Grido nel video Standing Ovation).

## Video musicale
La regia del videoclip è affidata a Grido, il quale ha presentato il video durante la puntata dell'11 settembre 2009 di TRL. Il video mostra i membri della Spaghetti Funk, dietro uno sfondo vuoto sul quale si animano fiamme, appaiono in indumenti con la sigla SF e appare più volte il simbolo del collettivo.
Nel video J-Ax ribadisce il suo ruolo di fondatore e rappresentante del collettivo.
Esiste un altro video della canzone, formato da tutte le foto inviate a MTV Mobile (che, assieme a Grido, aveva indetto un concorso sulle migliori foto sulla SF) dai fan.